# Virgin Express
Virgin Express was een luchtvaartmaatschappij die oorspronkelijk behoorde tot de Virgin Group van de Britse zakenman Richard Branson. Het was een lagekostenluchtvaartmaatschappij die vanuit Brussels Airport vloog op Europese bestemmingen, voornamelijk in het Middellandse Zeegebied.
De maatschappij ontstond op 23 april 1996 toen de Virgin Group de Belgische chartermaatschappij EBA (EuroBelgian Airlines) overnam. De naam werd veranderd in Virgin Express en de maatschappij ging zich toeleggen op geregelde vluchten in plaats van charters.
Er was slechts één vliegtuigtype in de vloot, de Boeing 737, waarvan er in 2005 tien exemplaren in dienst waren.
In 2004 vervoerde Virgin Express 2.051.000 passagiers; de omzet was 179,8 miljoen euro en er werkten 709 mensen bij Virgin Express.
In oktober 2004 werd overeengekomen om Virgin Express onder te brengen in één groep met SN Brussels Airlines. De overdracht gebeurde eind 2004 en de nieuwe structuur (met beide luchtvaartmaatschappijen onder de controle van de holding SN Airholding) werd op 12 april 2005 geïnstalleerd.
Op 7 november 2006 gingen SN Brussels Airlines en Virgin Express samen verder als Brussels Airlines.